# Mircea Sasu
Mircea Sasu (Ferneziu, 5 oktober 1939 – 17 oktober 1983) was een voetballer uit Roemenië. Hij was werkzaam bij Minerul Baia Mare, UT Arad, Dinamo Boekarest, Farul Constanța en Fenerbahçe. Sasu stond bekend om zijn vrije 
trappen. Veel van zijn gemaakte doelpunten heeft de Roemeen via vrije trappen gemaakt.
Sasu is negenvoudig Roemeens international. In die negen wedstrijden wist hij twee keer te scoren. Zijn wedstrijden voor het Roemeens voetbalelftal zien er als volgt uit:
| Wedstrijden van Mircea Sasu voor Roemenië |      |                     |
| Nr.                                       | Jaar | Tegenstand          |
| 1                                         | 1963 | Denemarken (1 goal) |
| 2                                         | 1964 | Bulgarije           |
| 3                                         | 1964 | Hongarije           |
| 4                                         | 1965 | Tsjechoslowakije    |
| 5                                         | 1966 | Portugal            |
| 6                                         | 1966 | Tsjechoslowakije    |
| 7                                         | 1967 | Oost-Duitsland      |
| 8                                         | 1967 | Congo (1 goal)      |
| 9                                         | 1968 | Oostenrijk          |